# رينيه غوميز مانزانو
رينيه غوميز مانزانو هو محامي كوبي، ولد في 19 ديسمبر 1943 في هافانا في كوبا.